# Hegetotheriidae
A Hegetotheriidae az emlősök (Mammalia) osztályának a Notoungulata rendjébe, ezen belül a Hegetotheria alrendjébe tartozó család.

## Tudnivalók
A Hegetotheriidae-fajok Dél-Amerika területén éltek, a középső eocén korszaktól a kora pleisztocén korszakig.
Cifelli (1993) szerint, ezt a családot át kéne helyezni a Typotheria alrendbe, azért, hogy az parafiletikus csoport lehessen.

## Rendszerezés
A családba az alábbi 2 alcsalád és 11 nem tartozik:
- †Hegetotheriinae
  - †Ethegotherium
  - †Hegetotherium
  - †Hemihegetotherium
  - †Prohegetotherium
  - †Pseudohegetotherium
- †Pachyrukhinae
  - †Pachyrukhos
  - †Paedotherium
  - †Propachyrucos
  - †Prosotherium
  - †Raulringueletia
  - †Tremacyllus

### Fordítás
Ez a szócikk részben vagy egészben  a   Hegetotheriidae című angol Wikipédia-szócikk fordításán alapul.  Az eredeti cikk szerkesztőit annak laptörténete sorolja fel. Ez a jelzés csupán a megfogalmazás eredetét és a szerzői jogokat jelzi, nem szolgál a cikkben szereplő információk forrásmegjelöléseként.